# Aryana-Bund
Der Aryana-Bund war eine Vereinigung von Anhängern der Mazdaznanlehre in Herrliberg bei Zürich, die seit 1915 in einer eigenen Siedlung lebten.

## Geschichte
Nachdem David Ammann, Botschafter des Mazdaznan-Gründers Otoman Zar-Adusht Ha’nish in Deutschland, im April 1914 aus Leipzig ausgewiesen worden war, erfolgte im August 1914 in Zürich die Gründung des Vereins «Mazdaznan-Haus». Zweck des Vereins sollte sein, «gemäss den Bestrebungen des Mazdaznan-Bundes Zentralsitz Leipzig auf religiös neutraler Grundlage nach den Grundsätzen der Mazdaznan-Lehre eine Lebens- und Arbeitsschule einzurichten und zu führen, um die Mazdaznan-Lehre zu begründen, zu fördern und zu verbreiten und Schüler in der Mazdaznan-Lebensweise und Philosophie zu unterweisen.»
Ammann nahm zunächst in Zürich Wohnsitz, verlegte diesen aber im Frühjahr 1915 nach Herrliberg. Seit dem 1. Mai 1915 soll es das «Aryana-Haus» an der Harzstrasse in Herrliberg gegeben haben. Im August desselben Jahres erwarb der Verein von Ammann eine bereits auf seine Kosten umgebaute Scheune. In dem Gebäude wurden Unterrichts- und Fremdenzimmer eingerichtet sowie eine Küche, ein Speise- und Gesellschaftssaal und ein Laden, im Trotthaus eine Druckerei, in dem auch Veröffentlichungen des Aryana-Verlags gedruckt wurden. 1921 soll das Herrliberger Versandhaus 16 verschiedene Gebäcke angeboten haben, ferner über 30 Produkte für die Körperpflege. Der Bäcker des Versandhauses eröffnete später die Aryana-Bäckerei in Bern, die 1998 von der Schafroth Biscuits AG in Hindelbank übernommen wurde.
Im Februar 1916 erfolgte die Umbenennung des Vereins in «Verein Aryana», dessen Sitz nun Herrliberg war. Aus dem Protokoll der zu diesem Zweck einberufenen Generalversammlung geht hervor, dass der Verein damals 60 Mitglieder hatte. Im April 1916 erfolgte der Eintrag ins Handelsregister.
Im April 1930 wurden das Vereinshaus und sechs weitere Liegenschaften versteigert. Ein Jahr später wurde das ehemalige Aryana-Zentrum an den Diakonieverband Ländli in Oberägeri weiterverkauft. Dieser richtete das noch heute bestehende «Chinderhuus Sunneschi» ein.
Der Name Aryana soll zurückgehen auf einen Berg des Aryana Vaeja in Indien, wohin Rama, der Begründer der arischen Lichtreligion, sich nach der Erfüllung seiner Sendung mit seinen eingeweihten Brüdern zurückgezogen haben soll.

## Ontos-Werkstätten und -Kunstschule
1923 gründete Johannes Itten die Ontos-Werkstätten und eine Ontos-Kunstschule als Teil der Siedlung Aryana. Er hatte 1912 in Bern die erste Bekanntschaft mit Mazdaznan gemacht. Die Mutter seines engen Freundes Hermann Röthlisberger führte dort ein der Lehre verpflichtetes vegetarisches Restaurant. Im Sommer 1921 besuchte er einen Mazdaznan-Kongress in Leipzig.
In einem Briefkopf werden folgende Tätigkeitsgebiete der Werkstätten aufgeführt: Handweberei, Smyrnateppich-Knüpferei, Gobelins. Aufgeführt ist zudem ein Verlag, über den allerdings nichts bekannt ist. Wie gross die Produktion war, ist aufgrund der erhaltenen Stücke, grösstenteils Teppiche, nicht zu sagen.
Zum Aufbau der Werkstatt hatte Itten Gunta Stölzl vom Bauhaus nach Herrliberg geholt. Sie war von Februar 1923 mit einer Unterbrechung im Sommer oder von Januar 1924 bis Ende August 1924 in Herrliberg. Im Rahmen einer Sonderausstellung des Kunstgewerbemuseums in Zürich wurden im Dezember 1924 Handwebereien der Werkstatt gezeigt. Nachfolgerin von Gunta Stölzl wurde Mila Lederer, die zusammen mit ihrem Mann Hanns Hoffmann bis im April 1925 in Herrliberg blieb.
Zu den Fächern der Kunstschule listet der erwähnte Briefkopf auf: Naturstudium, Komposition, Form- und Farblehre sowie Graphik. Zur Kunstschule sind keine Dokumente erhalten. Peter Schmitt bemerkt aber, dass Itten inhaltlich und methodisch an das in Wien und Weimar erprobte Konzept anknüpfte. Unklar ist auch das Verhältnis von Kunstschule und Textilwerkstatt. Schmitt schreibt dazu: «Diese war kaum als Lehrwerkstatt im Sinn des Bauhauses gedacht, sondern wohl tatsächlich als Produktionsbetrieb.»

## Bewohner
Zeitweiliger Bewohner der Siedlung war der Schriftsteller Albin Zollinger, der sich 1924 der Mazdaznan-Bewegung anschloss und sie zum Thema seines autobiographischen Romans Der halbe Mensch (1929 erschienen) machte. Auch die Ausdruckstänzerin Suzanne Perrottet lebte eine Zeitlang in der Siedlung.